# مرجان‌کبراها
مرجان‌کبراها یا کبراهای مرجان (نام علمی: Aspidelaps) نام یک سرده از تیره کفچه‌ماران است.